# Општина Лиман
Општина Лиман је била једна од седам градских општина Новог Сада у раздобљу између 1980. и 1989. године. Општина је обухватала део градског насеља Нови Сад, односно део градске четврти Лиман, као и Грбавицу, Адамовићево насеље и Рибарско острво.